# Финикийская схема
«Финикийская схема» (англ. The Phoenician Scheme) — фильм Уэса Андерсона, в главных ролях Миа Триплтон, Бенисио дель Торо, Майкл Сера.
Премьера состоялась в мае 2025 года на Каннском кинофестивале. В широкий прокат фильм вышел 6 июня.
В центре сюжета, описанного автором сценария как «трёхсторонняя афера» — семья и семейные ценности. Образ главного героя Анатоля «Жа-Жа» Корда, отчасти основан на биографии армянского нефтяного магната Галуста Гюльбенкяна.

## Сюжет
События картины разворачиваются около 1950 года. Анатоль «Жа-Жа» Корда, предприниматель в области авиации и вооружения, один из самых богатых людей Европы. У него масса врагов, так как он для борьбы с конкурентами использует угрозы, финансовые махинации, ценовой сговор. Правительства стран мира, олигархи, озабочены его циничными методами и готовы разделаться с ним при первой возможности. Личный самолёт Корды атакован, теряет управление и разбивается. Корда чудом остаётся жив, но, время от времени, отключается и оказывается между Небом и Землёй, где высший суд определяет его судьбу после смерти.
Относительно выздоровев после аварии, Анатоль вызывает свою дочь монахиню Лизель и объявляет планы связанные с наследством. Лизель с детства была послушницей монастыря, далека от светской жизни, а теперь станет его единственной наследницей. Анатоль даёт ей испытательный срок, доказать свой интерес и компетенцию. Лизель не слишком поддерживает отца. Она верит, что отец в давнем прошлом убил её мать, но Корда опровергает эти слухи. Анатоль рассказывает дочери о деле всей его жизни. Он собирается развить бизнес и инфраструктуру в регионе Финикия, своими обычными методами, включая использование рабского труда. Сложный план из множества компонентов он назвал Финикийская схема. Сообщество финансистов во главе с агентом Эскалибуром собирается разрушить планы Корды, повысив цены на строительные материалы и заклёпки. Корде предстоит найти финансирование и покрыть возникшие дополнительные издержки. Страсть Корды насекомые, поэтому он нанимает себе преподавателем и затем личным секретарём профессора энтомологии Бьёрна Лунда.
Отец, дочь и Бьёрн, отправляются в путешествие. Сначала он договаривается с принцем Фаруком о расширении инвестиций. Затем встречается с американскими промышленниками Лиландом и Рейганом. Вызвав их на баскетбольный матч, Корда выигрывает возможность увеличения их доли. Затем Корда встречается с хозяином ночного клуба Марселем. Защитив его своим телом от нападения террористов, Корда заручается и его поддержкой в Финикийской схеме. После Корда отправляется к своей кузине Хильде. Он готов обручиться с ней ради поддержки бизнеса. Хильда принимает его предложение, но отказывается вкладывать средства. Во время перелёта самолёт бизнесмена вновь атакован и терпит бедствие. Корда и его спутники остаются в живых. Анализ обломков и остатков бомбы указывает на то, что Бьёрн на самом деле является агентом противников Корды и собирался его устранить. Бьёрн переходит на сторону врагов, так как влюбился в Лизель.
Всё время путешествия отец и дочь обсуждают свои запутанные отношения. Корда, временами, переносится на Небесный суд, где встречается с покойной супругой. Выясняется, что в её смерти виновен сводный брат Корды дядя Нубар. Корда признаётся, что у матери Лизель был роман с Нубаром, она не его дочь и собственно Нубар виновен в смерти матери Лизель. Тем не менее, ради своего бизнеса, Корда готов рассмотреть участие Нубара в схеме. Последним в списке инвесторов Корда встречается с Нубаром, но тот отказывается увеличить свою долю. Лизель, возмущенная цинизмом отца, собирается вернуться в лоно церкви, но настоятельница монастыря отказывается принять её обратно.
В финале инвесторы проекта Корды собираются в отеле «Desert Oasis Palace» для оценки работающей модели будущего инфраструктуры Финикии: железной дороги, тоннеля, плотины и электростанции. В ходе презентации появляется дядя Нубар и нападает на Корду. В результате схватки Корда побеждает Нубара и подрывает его гранатой. Корда решает полностью поменять свои принципы. Он будет платить рабочим и принимает католичество. Корда не может закончить Финикийскую схему и остаётся банкротом. Лизель верит в то, что он изменился и принимает как отца. В концовке они вместе содержат небольшой ресторан, сами готовят и убирают. После закрытия заведения Анатоль и Лизель играют вместе в карты.

## В ролях
- Бенисио дель Торо — Анатоль «Жа-Жа» Корда
- Миа Триплтон — Лизл
- Майкл Сера — Бьёрн Лунд
- Риз Ахмед — принц Фарук
- Том Хэнкс — Лиланд
- Брайан Крэнстон — Риган
- Бенедикт Камбербэтч — дядя Нубар
- Руперт Френд — Экскалибер
- Скарлетт Йоханссон — кузина Хильда
- Джеффри Райт — Марти
- Билл Мюррей — Господь
- Ричард Айоади — Серхио
- Хоуп Дэвис — настоятельница монастыря
- Матьё Амальрик — Марсель Боб
- Шарлотта Генсбур — 1-я жена
- Антония Деспла — 2-я жена
- Мило Джеймс — сын Корды
- Уиллем Дефо — обвинитель
- Джейсон Уоткинс — нотариус
- Макс Мауфф — лакей Макс
- Филипп Дроште — лакей Фил
- Гектор Бейтмен-Харден — Джейми
- Тонио Аранго — ассасин

## Производство и релиз
О начале работы Уэса Андерсона над очередной картиной стало известно в январе 2024 года. Сценарий он написал сам совместно с Романом Копполой, главные роли получили Билл Мюррей, Бенисио дель Торо и Майкл Сера. Изначально сообщалось, что съёмки начнутся в апреле 2024 года в Великобритании и продлятся до середины июня, однако в марте стало известно, что съёмки уже начались, причём проходят они в Германии. Премьера состоялась в мае 2025 года на Каннском кинофестивале, в рамках основного конкурса. Ограниченный прокат начался 30 мая, а 6 июня фильм вышел в широкий прокат. В странах СНГ премьера состоялась 29 мая.

## Критика
На cайте-агрегаторе Rotten Tomatoes собрано 289 рецензий критиков, 78% из них положительные. На Metacritic рейтинг фильма составляет 70 баллов из 100 на основе 53 обзоров.